# Erling Kongshaug
Erling Kongshaug, né le 22 mars 1915 à Oslo et mort le 14 septembre 1993, est un tireur sportif norvégien.

## Carrière
Erling Kongshaug participe aux Jeux olympiques de 1952 à Helsinki et remporte la médaille d'or dans l'épreuve de la carabine 50 mètres trois positions.